# Traiguén

Traiguén é uma comuna do Chile, localizada na Província de Malleco, IX Região de Araucanía.
A comuna limita-se: a oeste com Lumaco; a norte com Ercilla e Los Sauces; a leste com Victoria; a sul com Galvarino e Perquenco.